# Тоси
То́си, (исп. Toci), или Тоци, — «Наша Бабушка», в ацтекской мифологии мать богов, богиня земли и исцеления. В качестве матери богов чаще носила имя Тетеоиннан; в качестве божества земли — Тлалли-ипало («сердце земли»). С ней часто ассоциировалась богиня грехов и очищения Тласолтеотль. Тоци была покровительницей врачей и повивальных бабок, тех, кто давал успокаивающее во время родов и производил аборты, а также предсказателей будущего. Ей посвящали бани-темаскаль; её ипостась, которая им покровительствовала, носила имя Темаскальтеци («бабушка бань»). По некоторым сведениям, она покровительствовала также прядению и ткачеству и, подобно Тласолтеотль, изображалась с веретенами в головном уборе.
Обычно Тоци представляли (хотя и не всегда изображали) пожилым божеством. Её изображения обычно отличали чёрные метки вокруг рта и носа; по другим сведениям, у её соломенного идола было белое лицо и чёрное тело. Праздник в честь Тоци справляли в месяц Очпанистли (1-20 сентября).